# Heliconius aventina
Heliconius aventina är en fjärilsart som beskrevs av Charles Oberthür 1925. Heliconius aventina ingår i släktet Heliconius och familjen praktfjärilar. Inga underarter finns listade i Catalogue of Life.